# اماماپارا
اماماپارا (به لاتین: Amamapare) یک منطقهٔ مسکونی در اندونزی است که در پاپوآ واقع شده‌است.